# منبر

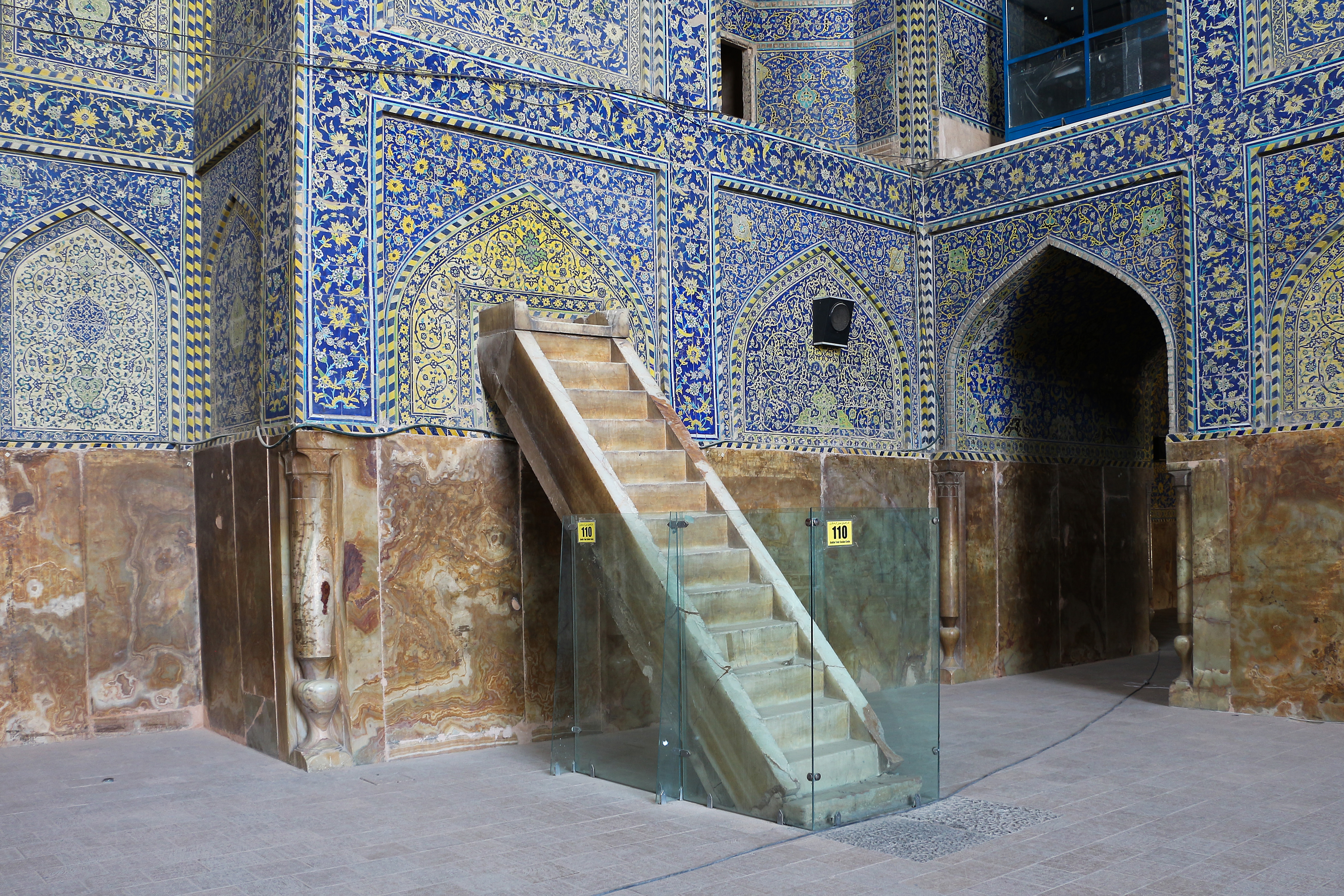
منبر مسجد شاه اصفهان

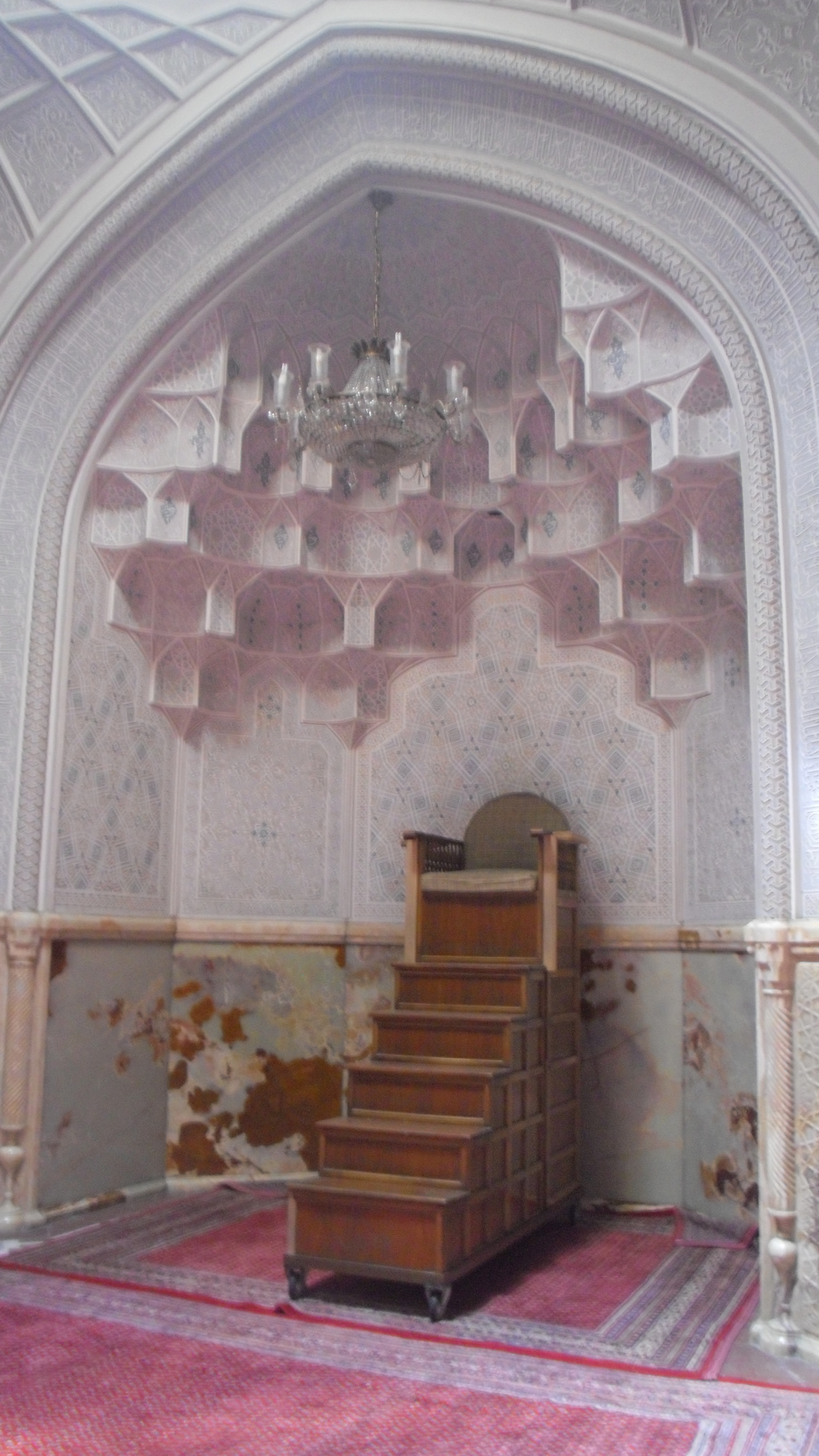
منبر مسجد سپهسالار در تهران

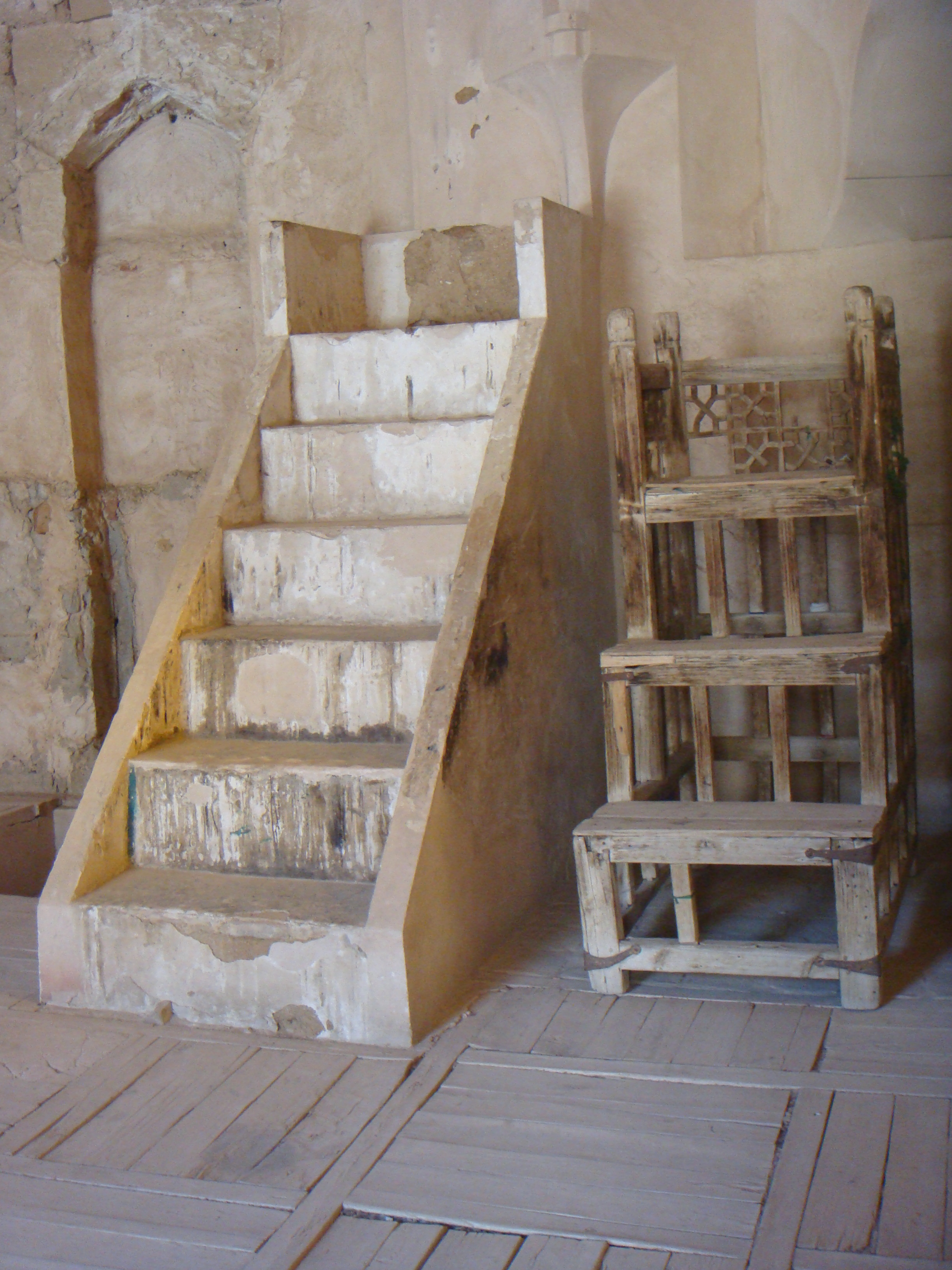
دو منبر قدیمی در نطنز، ایران

منبر جایگاهی است که خطبه یا خطابه از آن ایراد می‌شود. بسیاری از لغت‌دانان عرب، واژه منبر را از ریشه عربی نَبَرَ به معنای عالی و بلند دانسته‌اند. ابن منظور می‌گوید: «محل ایراد خطبه توسط خطیب را به دلیل بلندی آن، منبر می‌گویند.»
منبر یادگار پیامبر اسلام و فراگیرترین رسانه جهت روشنگری و بصیرت افزایی برای مسلمین بوده‌است.
در تاریخ اسلام تلاش جهت تسلط بر مسجد جامع شهر و منبر آن، که محل تصمیم‌های بزرگ بود، بحث‌ها و منازعات بسیاری انجام می‌شد. تسلط یافتن گروهی بر مسجد جامع و منبر آن شهر، نشان دهنده آن بود که او حاکم و زمامدار بلامنازع آن دیار است و اکثر مردم نیز به آن رضایت داده‌اند. نمونه ای از این دست، اجتماع گروهی از صحابه بعد از مرگ محمد بن عبدالله در مسجد النبی است که با در اختیار گرفتن مسجد و منبر، بر اوضاع تسلط یافتند.

## تاریخچه منبر
روایاتی نقل شده که محمد بن عبدالله، پس از هجرت از مکه به مدینه با تکیه بر درخت خرمایی به ایراد خطبه می‌پرداخت تا اینکه یکی از اصحاب پیشنهاد ساختن منبری را داد تا وی بر روی آن بنشیند و بدینوسیله هم مردم او را ببینند و هم او از ایستادن خسته نشود.
در برخی دیگر از نقل‌ها آمده‌است که پیش از آن، سکّویی از گِل ساخته بودند که محمد بر روی آن می‌نشست و تنها در سال هفتم هجری قمری بود که پیامبر اسلام بر روی منبری چوبین می‌نشست.
این منبرِ سه پله ای تا زمان حکومت معاویه بن ابوسفیان مورد استفاده بود. معاویه برای کسب وجهه و حق جلوه دادن خود، خواست تا منبر پیامبر را از مدینه به دمشق ببرد، اما مردم مدینه دست به اعتراض زدند و از این کار ممانعت کردند. بعدها نجّاری، شش پلّه بر همان منبر ساخت که مجموعاً نُه پلّه شد. این منبر بر اثر گذشت زمان از میان رفت و قسمتی از آن در قرن ششم قمری به عنوان تبرّک مورد استفاده قرار می‌گرفت.
در سال ۶۵۴هجری قمری مسجدالنبی آتش گرفت و منبر سوخت. نوشته‌اند که سوخته منبر را در محلی که منبر فعلی قرار دارد، دفن کردند. در سال ۶۶۴ هجری قمری منبر جدیدی توسط حاکم مملوکی مصر، بیبرس، برای مسجد نبوی فرستاده شد. پس از آن در سال ۷۹۷ هجری قمری منبری دیگر و سپس در سال ۸۲۰ هجری قمری باز هم منبر دیگری نصب شد که در آتش‌سوزی سال ۸۸۶ هجری قمری از میان رفت. قایتبای حاکم مصری در سال ۸۸۹ منبری فرستاد که آن نیز در سال ۹۹۸ با منبری که سلطان مراد یکم عثمانی فرستاد و تا به امروز باقی مانده، عوض شد. این منبر یکی از آثار ارزشمند هنری به‌شمار می‌آید.